# Le Mesnil-au-Val
Le Mesnil-au-Val ist eine französische Gemeinde mit 727 Einwohnern (Stand: 1. Januar 2022) im Département Manche in der Region Normandie. Die Gemeinde gehört zum Arrondissement Cherbourg und zum Kanton Cherbourg-en-Cotentin-5. Die Einwohner nennen sich Mesnillais.

## Geografie
Le Mesnil-au-Val liegt etwa sechs Kilometer südöstlich von Cherbourg nahe der Atlantikküste (ca. 5 Kilometer nördlich der Gemeinde). Hier entspringt der Saire. Umgeben wird Le Mesnil-au-Val von den Nachbargemeinden
- Digosville im Norden,
- Gonneville-Le Theil mit Gonneville im Nordosten und Le Theil im Osten,
- Saussemesnil im Süden und Südosten,
- Brix im Südwesten,
- La Glacerie im Westen.

## Bevölkerungsentwicklung
| Jahr                       | 1962 | 1968 | 1975 | 1982 | 1990 | 1999 | 2006 | 2012 | 2018 |
| Einwohner                  | 335  | 324  | 367  | 488  | 528  | 553  | 631  | 693  | 729  |
| Quellen: Cassini und INSEE |      |      |      |      |      |      |      |      |      |

## Sehenswürdigkeiten
- Kirche Notre-Dame aus dem 18. Jahrhundert
- Turm des früheren Herrenhauses von Barville aus dem 16. Jahrhundert, Monument historique

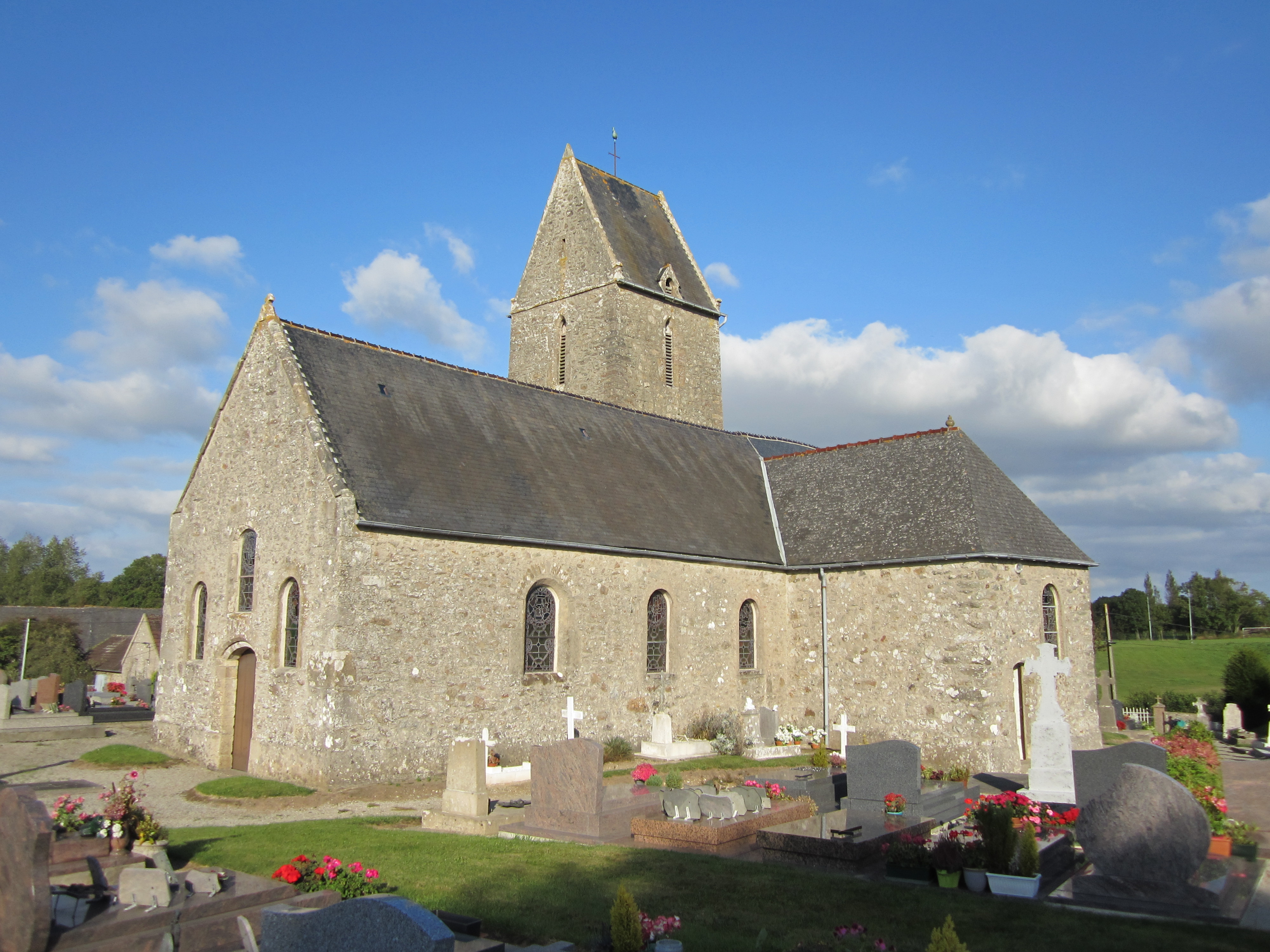
Kirche Notre-Dame
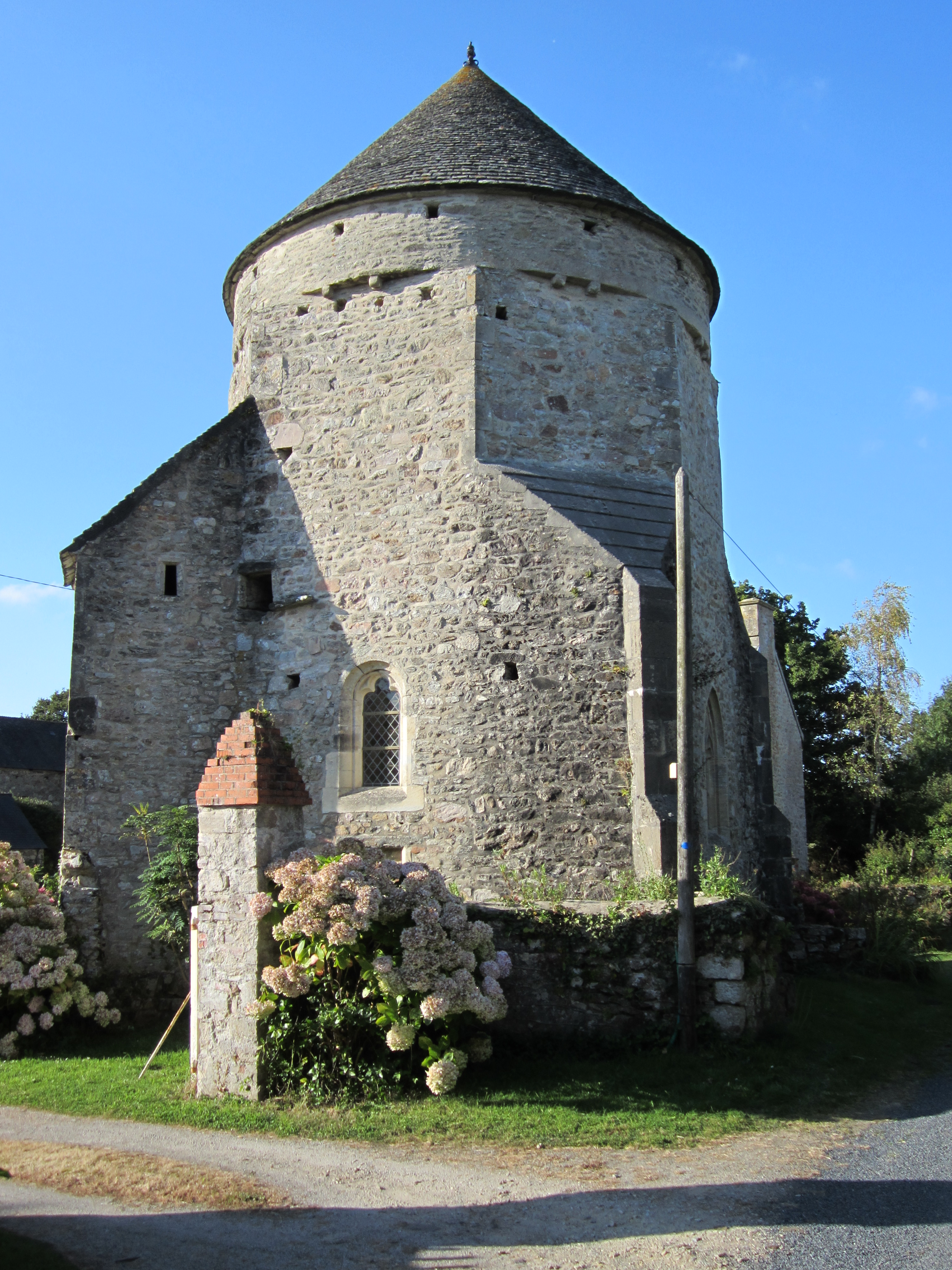
Turm von Barville

## Persönlichkeiten
- Gilles de Gouberville (1521–1578), Tagebuchautor
- Léon Levavasseur (1863–1922), Ingenieur